# Филинов, Иван Иванович
Иван Иванович Филинов (28 февраля [12 марта] 1861, Курган, Тобольская губерния — неизвестно) — российский государственный деятель, городской голова города Кургана (1893—1895), личный почётный гражданин.

## Биография
Иван Филинов родился 28 февраля (12 марта) 1861 года в купеческой семье в городе Кургане Курганского округа Тобольской губернии Западно-Сибирского генерал-губернаторства, ныне город — административный центр Курганской области.
Иван Филинов имел диплом инженера-механика.
После смерти отца получил в наследство 2 дома: на Кладбищенской улице (ныне улица Карла Маркса), с березовой рощей и на Троицкой улице (ныне улица Куйбышева); каменную лавку в Гостином дворе и участок земли в Мало-Чаусовской волости Курганского округа, близ деревень Патронной и Лукиной. Здесь были маковые поля и на выставке 1895 года Филинов получил похвальный лист за опыт разведения мака в большом количестве. 3 (15) апреля 1896 года он продал поля Фёдору Лаврентьевичу Кропанину за 1800 руб.
Состоял гласным городской Думы. В 1893 году, после отставки Осипа Никаноровича Евграфова, стал городским головой города Кургана.
4 (16) октября 1893 года возглавлял городскую депутацию при встрече первого поезда, прибывающего на станцию Курган и подносил хлеб-соль прибывшему с этим поездом начальнику работ Западно-Сибирской железной дороги Константину Яковлевичу Михайловскому.
Готовясь к открытию Курганской сельскохозяйственной и кустарно-промышленной выставке 1895 года Филинов благоустраивал город, и 23 мая (4 июня)  1895 года казначейство выдало ему 100 руб. на расширение Троицкой улицы (ныне улица Куйбышева). Был устроен обсаженный с обеих сторон деревьями тротуар, устроены съезды на площадь, переброшены красивые мостики через канавы. Ремонтировали многие улицы, возили песок для подсыпки Богородице-Рождественского переулка (ныне ул. Томина), потому что инженер В. А. Берс, проведя изыскания, указал на желательность устройства шоссе к вокзалу по этому переулку. За это подрядчику Ивану Васильевичу Полякову было заплачено 475 рублей. Отремонтировали мост через реку Кривушку (так называли иногда русло реки Быструшки, у заставы; ныне река протекает под улицей Аргентовского).
Выставка была с 20 августа (1 сентября)  1895 года по 22 сентября (4 октября)  1895 года, её посетило около 15 тысяч человек. Среди посетителей были министр земледелия и государственного имущества Алексей Сергеевич Ермолов, управляющий кабинетом Его Императорского Величества Павел Константинович Гудим-Левкович, министр путей сообщений князь Михаил Иванович Хилков, товарищ министра путей сообщения Николай Павлович Петров.
Филинов принял решение уехать из Кургана и поступить на инженерную службу в другом городе. Он распродал свои владения, отказался от должности городского головы и обязанностей гласного.12 (24) сентября 1895 года он уволен от должности городского головы. В декабре 1895 года он уволен от звания члена Попечительного Совета женской прогимназии.
Дальнейшая судьба неизвестна.

## Награды
- Орден Святого Станислава III степени, 6 (18) декабря 1895 года
- Похвальный лист за опыт разведения мака в большом количестве, 1895 год, Курганская сельскохозяйственная и кустарно-промышленная выставка.

## Семья
- Отец, Иван Борисов Филинов (?—28 февраля (12 марта)  1890 года), курганский 2-й гильдии купец, городской голова города Кургана (1875—1879).
- Мать, Екатерина Филипповна (возможно, урожд. Чуваева, ? — 27 сентября (9 октября)  1883 года).
- Жена, Ольга Петровна. Детей нет.